# Alpine Elf Europa Cup 2020
Navigation
2019 2021
L'Alpine Elf Europa Cup 2020 est la troisième saison de l'Alpine Elf Europa Cup, la série de courses de voitures de sport à une marque organisée par Alpine pour les voitures Alpine A110 Cup. Elle a débuté le 22 aout sur le circuit de Nogaro et s'est terminée le 1 novembre à Portimao, sur 4 manches et 10 courses. Pour cette troisième édition, c'est Jean-Baptiste Mela qui remporte le titre.

## Pilotes et écuries
| Ecuriesx                            | No. | pilotes             | Statut | Manches |
| ----------------------------------- | --- | ------------------- | ------ | ------- |
| Racing Technology                   | 3   | Gosia Rdest         |        | Toutes  |
| Racing Technology                   | 9   | Phillippe Bourgois  | G      | Toutes  |
| Racing Technology                   | 11  | Pierre Sancinéna    |        | 1       |
| Racing Technology                   | 76  | Pierre Sancinéna    |        | 2–4     |
| Racing Technology                   | 110 | Thomas Laurent      | G      | 1       |
| Racing Technology                   | 110 | André Negrao        | G      | 1       |
| Racing Technology                   | 110 | Arthur Leclerc      | G      | 2       |
| Racing Technology                   | 110 | Julien Fébreau      | G      | 3       |
| Racing Technology                   | 110 | Philippe Quetaud    | G      | 3–4     |
| Herrero Racing by Milan Competition | 5   | Stéphane Proux      | G      | Toutes  |
| Herrero Racing by Milan Competition | 6   | Stéphane Auriacombe | G      | 2–3     |
| Herrero Racing by Milan Competition | 7   | Franc Rouxel        | G      | Toutes  |
| Herrero Racing by Milan Competition | 21  | Marc Guillot        |        | Toutes  |
| Herrero Racing by Milan Competition | 26  | Frédéric Croullet   | G      | 3       |
| Herrero Racing by Milan Competition | 29  | Mateo Herrero       | J      | Toutes  |
| Herrero Racing by Milan Competition | 31  | Louis Méric         | J      | 1–2     |
| Tierce Racing                       | 6   | Stéphane Auriacombe | G      | 1       |
| Autosport GP                        | 17  | Jean-Baptiste Mela  | J      | Toutes  |
| Autosport GP                        | 18  | Pierre Macchi       | G      | Toutes  |
| Autosport GP                        | 44  | Lilou Wadoux        | J      | Toutes  |
| Autosport GP                        | 69  | Laurent Hurgon      |        | Toutes  |
| Autosport GP                        | 97  | Léo Boulay          | J      | 3       |
| Autosport GP                        | 98  | Edwin Traynard      | J      | Toutes  |
| Mirage Racing                       | 38  | Yves Lemaître       | G      | 1–3     |
| Race Cars Consulting                | 41  | Anthony Fournier    | G      | Toutes  |
| Race Cars Consulting                | 77  | Franck Labescat     | G      | 4       |
| Entry Lists,:                       |     |                     |        |         |

| Icone | Statut    |
| ----- | --------- |
| G     | Gentlemen |
| J     | Junior    |
| G     | Guest     |

## Calendrier et résultats
Le calendrier 2020 a été publié lors de la cérémonie de remise des prix de la saison 2019. La série se rend pour la première fois à Misano et à Portimão, ce dernier devenant également la finale de la nouvelle saison. Les manches du Hockenheimring et de Silverstone ont été supprimées, tandis que Barcelone et Le Castellet ont de nouvelles dates. Le 10 mars 2020, le gouvernement français a interdit les rassemblements de plus de 1000 personnes en réponse à la pandémie de coronavirus. En conséquence, le tour de Nogaro a été déplacé au mois de juillet. Le 27 avril 2020, le calendrier définitif a été publié. Il comprend quatre manches, au lieu des six prévues, et un calendrier radicalement modifié, principalement axé sur la France, à l'exception de la dernière manche à Portimão.
| Manche | Manche | Circuit                                 | Date         | Pole Position                              | Vainqueur                                  | vainqueur Junior                           | Vainqueur Gentlemen                       |
| ------ | ------ | --------------------------------------- | ------------ | ------------------------------------------ | ------------------------------------------ | ------------------------------------------ | ----------------------------------------- |
| 1      | R1     | Circuit Paul Armagnac, Nogaro           | 22 Aout      | No. 29 Herrero Racing by Milan Competition | No. 29 Herrero Racing by Milan Competition | No. 29 Herrero Racing by Milan Competition | No. 9 Racing Technology                   |
| 1      | R1     | Circuit Paul Armagnac, Nogaro           | 22 Aout      | Mateo Herrero                              | Mateo Herrero                              | Mateo Herrero                              | Phillippe Bourgois                        |
| 1      | R2     | Circuit Paul Armagnac, Nogaro           | 23 Aout      | No. 29 Herrero Racing by Milan Competition | No. 29 Herrero Racing by Milan Competition | No. 29 Herrero Racing by Milan Competition | No. 9 Racing Technology                   |
| 1      | R2     | Circuit Paul Armagnac, Nogaro           | 23 Aout      | Mateo Herrero                              | Mateo Herrero                              | Mateo Herrero                              | Phillippe Bourgois                        |
| 1      | R3     | Circuit Paul Armagnac, Nogaro           | 23 Aout      | No. 29 Herrero Racing by Milan Competition | No. 98 Autosport GP                        | No. 98 Autosport GP                        | No. 6 Tierce Racing                       |
| 1      | R3     | Circuit Paul Armagnac, Nogaro           | 23 Aout      | Mateo Herrero                              | Edwin Traynard                             | Edwin Traynard                             | Stéphane Auriacombe                       |
| 2      | R1     | Circuit de Nevers Magny-Cours           | 12 Septembre | No. 17 Autosport GP                        | No. 17 Autosport GP                        | No. 17 Autosport GP                        | No. 9 Racing Technology                   |
| 2      | R1     | Circuit de Nevers Magny-Cours           | 12 Septembre | Jean-Baptiste Mela                         | Jean-Baptiste Mela                         | Jean-Baptiste Mela                         | Phillippe Bourgois                        |
| 2      | R2     | Circuit de Nevers Magny-Cours           | 13 Septembre | No. 17 Autosport GP                        | No. 17 Autosport GP                        | No. 17 Autosport GP                        | No. 6 Herrero Racing by Milan Competition |
| 2      | R2     | Circuit de Nevers Magny-Cours           | 13 Septembre | Jean-Baptiste Mela                         | Jean-Baptiste Mela                         | Jean-Baptiste Mela                         | Stéphane Auriacombe                       |
| 3      | R1     | Circuit Paul Ricard, Le Castellet       | 3 Octobre    | No. 17 Autosport GP                        | No. 17 Autosport GP                        | No. 17 Autosport GP                        | No. 9 Racing Technology                   |
| 3      | R1     | Circuit Paul Ricard, Le Castellet       | 3 Octobre    | Jean-Baptiste Mela                         | Jean-Baptiste Mela                         | Jean-Baptiste Mela                         | Phillippe Bourgois                        |
| 3      | R2     | Circuit Paul Ricard, Le Castellet       | 4 Octobre    | No. 69 Autosport GP                        | No. 69 Autosport GP                        | No. 17 Autosport GP                        | No. 5 Herrero Racing by Milan Competition |
| 3      | R2     | Circuit Paul Ricard, Le Castellet       | 4 Octobre    | Laurent Hurgon                             | Laurent Hurgon                             | Jean-Baptiste Mela                         | Stéphane Proux                            |
| 3      | R3     | Circuit Paul Ricard, Le Castellet       | 4 Octobre    | No. 69 Autosport GP                        | No. 17 Autosport GP                        | No. 17 Autosport GP                        | No. 41 Race Cars Consulting               |
| 3      | R3     | Circuit Paul Ricard, Le Castellet       | 4 Octobre    | Laurent Hurgon                             | Jean-Baptiste Mela                         | Jean-Baptiste Mela                         | Anthony Fournier                          |
| 4      | R1     | Algarve International Circuit, Portimão | 31 Octobre   | No. 17 Autosport GP                        | No. 17 Autosport GP                        | No. 17 Autosport GP                        | No. 77 Race Cars Consulting               |
| 4      | R1     | Algarve International Circuit, Portimão | 31 Octobre   | Jean-Baptiste Mela                         | Jean-Baptiste Mela                         | Jean-Baptiste Mela                         | Franck Labescat                           |
| 4      | R2     | Algarve International Circuit, Portimão | 1 Novembre   | No. 76 Herrero Racing by Milan Competition | No. 76 Herrero Racing by Milan Competition | No. 17 Autosport GP                        | No. 77 Race Cars Consulting               |
| 4      | R2     | Algarve International Circuit, Portimão | 1 Novembre   | Pierre Sancinéna                           | Pierre Sancinéna                           | Jean-Baptiste Mela                         | Franck Labescat                           |

## Classement au championnat
Système de points
Les points sont attribués aux 20 premiers pilotes. Si moins de 75 % de la distance de course est parcourue, la moitié des points est attribuée. Si moins de deux tours sont effectués, aucun point n'est attribué.
| Position | 1er | 2e | 3e | 4e | 5e | 6e | 7e | 8e | 9e | 10e | 11e-20e | PP | MT |
| -------- | --- | -- | -- | -- | -- | -- | -- | -- | -- | --- | ------- | -- | -- |
| Points   | 20  | 15 | 12 | 10 | 8  | 6  | 5  | 4  | 3  | 2   | 1       | 1  | 1  |

### Championnat pilotes
| Pos.                            | pilotes             | NOG  | NOG  | NOG | MAG  | MAG  | LEC  | LEC  | LEC  | PRT† | PRT† | Pts. |
| ------------------------------- | ------------------- | ---- | ---- | --- | ---- | ---- | ---- | ---- | ---- | ---- | ---- | ---- |
| 1                               | Jean-Baptiste Mela  | 3    | 2    | 2   | 1    | 1    | 1    | 2    | 1    | 1    | 4    | 166  |
| 2                               | Laurent Hurgon      | 4    | 3    | 6   | 2    | 2    | 2    | 1    | 2    | 3    | 3    | 129  |
| 3                               | Pierre Sancinéna    | 2    | 4    | 5   | 3    | 3    | 5    | 4    | 3    | 5    | 1    | 113  |
| 4                               | Mateo Herrero       | 1    | 1    | 3   | 5    | Abd. | 3    | 3    | 13   | 13   | DNS  | 89.5 |
| 5                               | Marc Guillot        | 5    | 5    | 4   | 6    | 6    | 4    | 9    | 5    | 8    | 2    | 76.5 |
| 6                               | Edwin Traynard      | 6    | 11   | 1   | Abd. | 5    | 11   | 7    | 4    | 2    | 5    | 68.5 |
| 7                               | Lilou Wadoux        | 7    | 6    | 8   | 4    | 4    | 7    | 5    | 7    | 4    | 7    | 65   |
| 8                               | Gosia Rdest         | 8    | 7    | 10  | 8    | Abd. | 6    | 6    | 6    | 6    | 6    | 43   |
| 9                               | Phillippe Bourgois  | 10   | 9    | 13  | 9    | 13   | 9    | 14   | 10   | 10   | 9    | 24   |
| 11                              | Anthony Fournier    | 11   | 10   | 12  | 12   | Abd. | 10   | 15   | 8    | 12   | 11   | 18   |
| 10                              | Louis Méric         | 12   | Abd. | 9   | 7    | 7    |      |      |      |      |      | 15   |
| 12                              | Stéphane Proux      | 15   | 14   | 17  | 10   | 10   | 15   | 10   | Abd. | 11   | 12   | 13.5 |
| 13                              | Stéphane Auriacombe | DNS  | Abd. | 11  | 11   | 8    | 12   | Abd. | 9    |      |      | 11   |
| 14                              | Yves Lemaître       | 14   | 13   | 15  | 13   | 9    | 13   | 11   | 11   |      |      | 10   |
| 15                              | Léo Boulay          |      |      |     |      |      | 8    | 8    | 14   |      |      | 9    |
| 16                              | Pierre Macchi       | Abd. | 15   | 14  | 15   | 12   | 16   | 12   | Abd. | 14   | 13   | 7.5  |
| 17                              | Franc Rouxel        | 13   | 12   | 16  | 14   | 11   | DNS  | WD   | WD   | 15   | 14   | 6.5  |
| Pilotes inéligibles pour scorer |                     |      |      |     |      |      |      |      |      |      |      |      |
|                                 | Franck Labescat     |      |      |     |      |      |      |      |      | 7    | 8    |      |
|                                 | André Negrao        | 9    |      | 7   |      |      |      |      |      |      |      |      |
|                                 | Thomas Laurent      |      | 8    |     |      |      |      |      |      |      |      |      |
|                                 | Philippe Quetaud    |      |      |     |      |      |      | Abd. |      | 9    | 10   |      |
|                                 | Frédéric Croullet   |      |      |     |      |      | 14   | 13   | 12   |      |      |      |
|                                 | Arthur Leclerc      |      |      |     | Abd. | DNS  |      |      |      |      |      |      |
|                                 | Julien Fébreau      |      |      |     |      |      | Abd. |      |      |      |      |      |
| Pos.                            | pilotes             | NOG  | NOG  | NOG | MAG  | MAG  | LEC  | LEC  | LEC  | PRT  | PRT  | Pts. |

†La moitié des points furent donné à Portimão dû à un drapeau rouge sorti après un accident, et moins de 75% de la distance fut parcouru.